# Гривистый баран
Гривистый баран, или североафриканский гривистый баран, устар. аруи, аудад (лат. Ammotragus lervia) — парнокопытное млекопитающее из семейства полорогих (Bovidae). Распространён в Северной Африке.

## Внешний вид
По телосложению гривистый баран занимает промежуточное положение между баранами и козлами. Его длина составляет от 1,3 до 1,7 м, хвост насчитывает от 15 до 25 см, а высота в плечах — от 75 до 110 см. Самцы весят от 100 до 145 кг и значительно более тяжёлые, чем самки, вес которых составляет от 40 до 55 кг Шерсть бежевая либо красновато-коричневая, в белый цвет окрашен подбородок, полоска на животе и внутренняя сторона ног. Признаком, давшим этому виду его название, являются длинные волосы на шее, которые у самцов могут достигать даже земли. Рога носят оба пола, однако у самцов они более крупные. Рога описывают полукруг над спиной и могут достигать длины до 85 см.

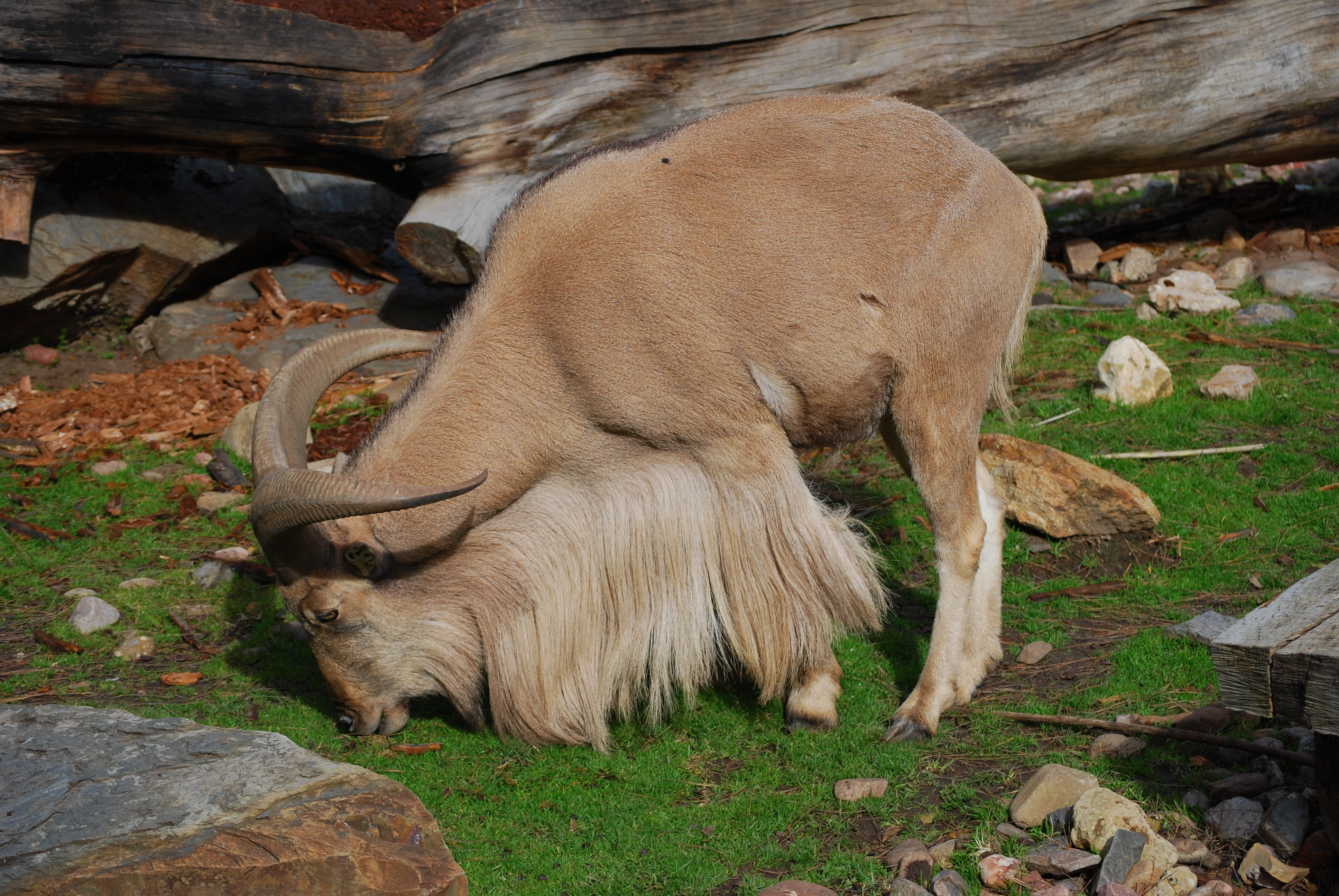

## Ареал и места обитания
Гривистые бараны живут на севере Африки. Их ареал простирается от Марокко и Западной Сахары до Египта и Судана. Сферой обитания являются пустыни и полупустыни, где они предпочитают каменистые и сухие регионы.

## Поведение
Гривистые бараны отлично лазают и активны, как большинство обитателей пустынных местностей, главным образом в сумрачное и ночное время. Так как в их сферах обитания почти нет растительного укрытия от глаз хищников, то при опасности они просто останавливаются как вкопанные. Гривистые бараны живут в небольших группах, состоящих из самок, потомства и предводителя-самца. Он завоёвывает себе право возглавлять подобное стадо в поединках против других самцов, в которых соперники сталкиваются рогами.
К питанию гривистых баранов относятся травы и листья пустынных растений. Они умеют обходиться без воды на протяжении нескольких недель, потребляя только росу и растительные соки. Найдя, однако, воду, они очень много пьют и даже при возможности опускаются в неё.

## Размножение

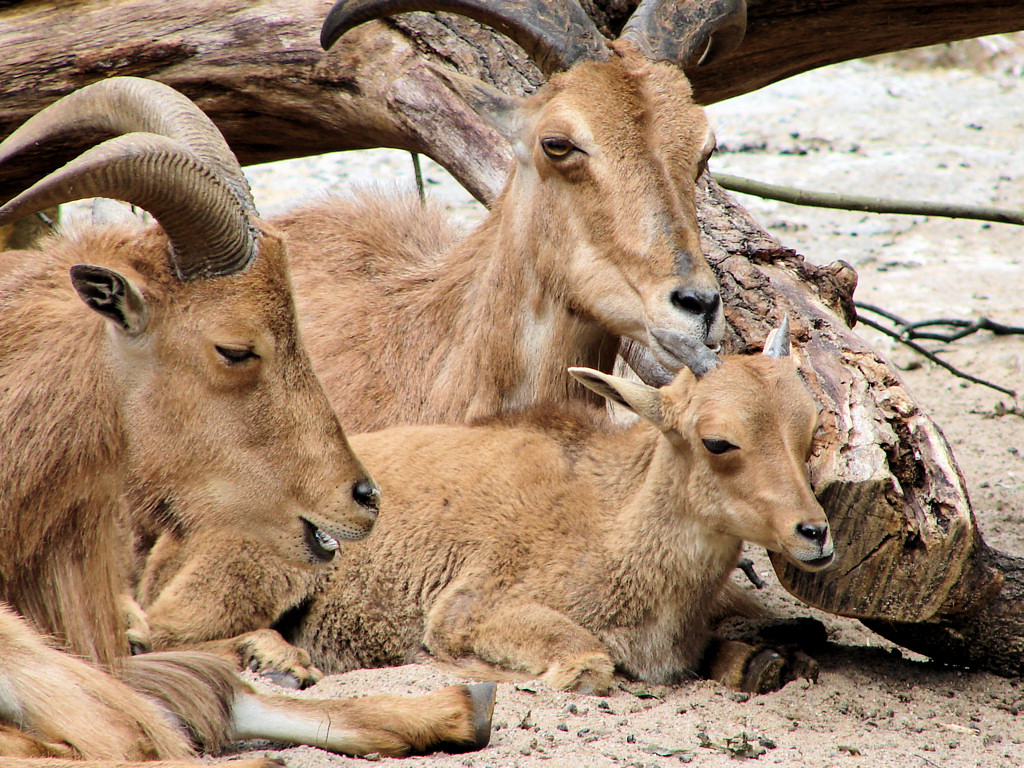
Гривистые бараны с ягнёнком

Спаривание может проходить в любое время года, но как правило случается в осенний период. После 160-дневной беременности самка весной рождает на свет одного или двух детёнышей, изредка тройню. Молодые ягнята быстро осваиваются в окружающей среде и уже скоро после рождения начинают лазать по камням. Спустя три-четыре месяца они отвыкают от молока матери. Половая зрелость наступает в возрасте 18 месяцев. В неволе продолжительность жизни гривистых баранов может достигать 20 лет.

## Гривистые бараны и человек
В Сахаре гривистые бараны с древних времён являются объектами охоты местных жителей, таких как туареги, будучи для них важным источником мяса, шерсти, кожи и сухожилий. Из-за современных методов охоты с помощью огнестрельного оружия численность гривистых баранов за последние десятилетия резко упала и в данный момент МСОП придаёт этому виду статус «угрожаемого» (endangered). Египетский подвид Ammotragus lervia ornata считается с 1970-х годов вымершим в дикой природе и продолжает существовать лишь в качестве небольшой группы в зоопарке Гизы.
В начале XX века гривистый баран был завезён в Калифорнию, Нью-Мексико и Техас. Там он прижился и сегодня его популяция насчитывает несколько тысяч животных. Экологи опасаются, что его численность будет ещё более возрастать и что он начнёт вытеснять коренной североамериканский вид толсторога. Интродуцированная популяция гривистых баранов живёт также в испанских горах Сьерра-Эспунья в провинции Мурсия.

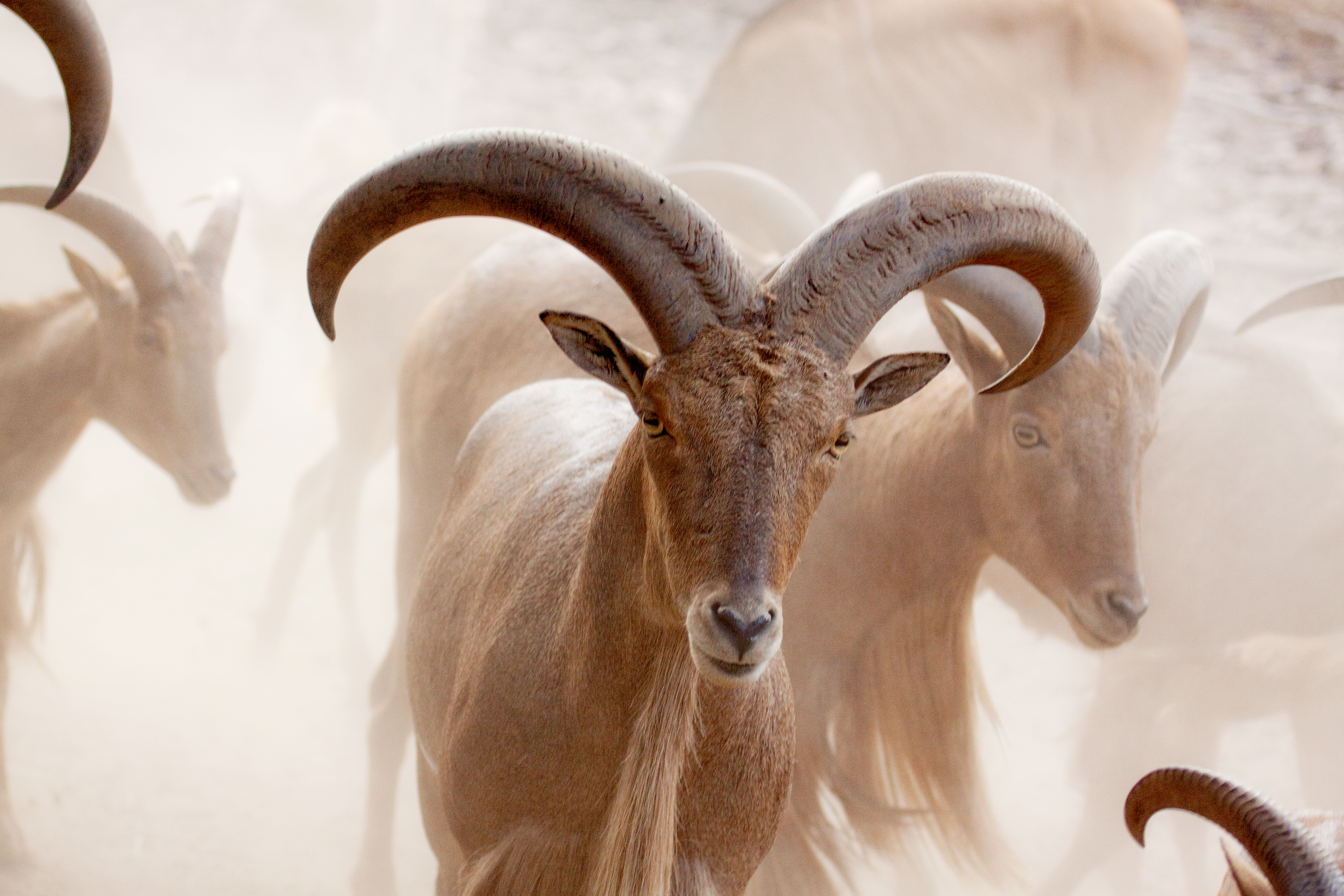

## Систематика
До сих пор окончательно не установлено, какие виды являются ближайшими родственниками гривистого барана. Он может скрещиваться с домашней козой, но обладает признаками как козлов, так и баранов. В настоящее время между зоологами есть консенсус выделять его в отдельный род Ammotragus. Латинское родовое название Ammotragus происходит из греческого языка и означает дословно «песчаная коза».

## Подвиды
Выделяют 6 подвидов гривистого барана:
- Ammotragus lervia lervia (Pallas, 1777) — горы Марокко, северного Алжира и северного Туниса;
- Ammotragus lervia angusi W. Rothschild, 1921 — Нигер;
- Ammotragus lervia blainei (W. Rothschild, 1913) — Кордофанский гривистый баран[4], прибрежные возвышенности восточного Судана, может встречаться в северо-восточном Чаде и юго-восточной Ливии[4];
- Ammotragus lervia fassini Lepri, 1930 — Ливийский гривистый баран[4], Ливия, крайний юг Туниса[4];
- Ammotragus lervia ornatus (I. Geoffroy Saint-Hilaire, 1827) — запад и восток Египта;
- Ammotragus lervia sahariensis (W. Rothschild, 1913) — Сахарский гривистый баран[4], наиболее распространённый подвид: юг Марокко, Западная Сахара, юг Алжира, юго-западная Ливия, Судан, Мали, Нигер, Мавритания[4].